# Bristol (hrabstwo Kenosha)
Bristol – wieś w Stanach Zjednoczonych, w stanie Wisconsin, w hrabstwie Kenosha.